# Kinarius
Kinarius was volgens de legende, zoals beschreven door Geoffrey of Monmouth, koning van Brittannië van 352 v.Chr. - 347 v.Chr. Hij was de zoon van koning Sisillius II en werd opgevolgd door zijn broer Danius.